# Yusuf Saad Kamel
Yusuf Saad Kamel (in arabo يوسف سعد كامل‎?, nato Gregory Konchellah; Narok, 29 marzo 1983) è un mezzofondista keniota naturalizzato bahreinita, campione mondiale dei 1500 metri piani a Berlino 2009.

## Biografia
Gregory Konchellah, figlio del campione mondiale degli 800 metri piani Billy Konchellah, nasce in Kenya nel 1983. Il 13 febbraio 2003 acquista la nazionalità bahreinita cambiando nome in Yusuf Saad Kamel.
L'anno successivo partecipa agli 800 m piani ai Giochi olimpici di Atene venendo eliminato in batteria; successivamente, sulla medesima distanza, conquista il bronzo ai Campionati asiatici indoor e vince la IAAF World Athletics Final.
Nel 2008, sempre negli 800 m piani, si aggiudica il bronzo ai Mondiali indoor di Valencia e partecipa ai Giochi olimpici di Pechino classificandosi quinto. L'anno seguente, ai Mondiali di Berlino, si laurea a sorpresa campione mondiale nei 1500 m piani.

## Record nazionali

### Seniores
- 800 metri piani: 1'42"79 ( Monaco, 29 luglio 2008)
- 800 metri piani indoor: 1'45"26 ( Valencia, 9 marzo 2008)
- 1000 metri piani: 2'14"72 ( Stoccolma, 22 luglio 2006)

## Palmarès
| Anno | Manifestazione      | Sede     | Evento       | Risultato  | Prestazione | Note            |
| ---- | ------------------- | -------- | ------------ | ---------- | ----------- | --------------- |
| 2004 | Asiatici indoor     | Teheran  | 800 m piani  | Bronzo     | 1'48"89     |                 |
| 2004 | Mondiali indoor     | Budapest | 800 m piani  | Semifinale | 1'47"16     | Record asiatico |
| 2004 | Giochi olimpici     | Atene    | 800 m piani  | Batteria   | 1'46"94     |                 |
| 2005 | Mondiali            | Helsinki | 800 m piani  | Semifinale | 1'44"90     |                 |
| 2007 | Mondiali            | Osaka    | 800 m piani  | Semifinale | 1'45"31     |                 |
| 2008 | Asiatici indoor     | Doha     | 800 m piani  | Oro        | 1'48"03     | =               |
| 2008 | Mondiali indoor     | Valencia | 800 m piani  | Bronzo     | 1'45"26     | Record asiatico |
| 2008 | Giochi olimpici     | Pechino  | 800 m piani  | 5º         | 1'44"95     |                 |
| 2009 | Mondiali            | Berlino  | 800 m piani  | Bronzo     | 1'45"35     |                 |
| 2009 | Mondiali            | Berlino  | 1500 m piani | Oro        | 3'35"93     |                 |
| 2010 | Giochi asiatici     | Canton   | 1500 m piani | Batteria   | 3'58"80     |                 |
| 2011 | Mondiali            | Taegu    | 1500 m piani | Semifinale | 3'47"18     |                 |
| 2013 | Campionati asiatici | Pune     | 800 m piani  | 6º         | 1'50"54     |                 |
| 2014 | Giochi asiatici     | Incheon  | 800 m piani  | Finale     | dnf         |                 |

## Altre competizioni internazionali
2004
- Oro alla World Athletics Final ( Monaco), 800 m piani - 1'45"91

2005
- Argento alla World Athletics Final ( Monaco), 800 m piani - 1'47"13

2006
- 6º alla World Athletics Final ( Stoccarda), 800 m piani - 1'47"62
- Oro in Coppa del mondo ( Atene), 800 m piani - 1'44"98

2007
- Oro alla World Athletics Final ( Stoccarda), 800 m piani - 1'45"61

2008
- Bronzo alla World Athletics Final ( Stoccarda), 800 m piani - 1'49"40
- 5º alla World Athletics Final ( Stoccarda), 1 500 m piani - 3'38"50

2009
- 4º alla World Athletics Final ( Salonicco), 1 500 m piani - 3'36"11